# United Airlines-vlucht 93

De vluchtroute van het vliegtuig

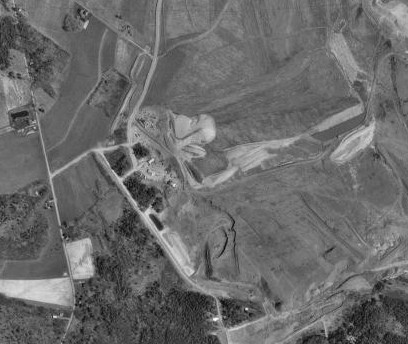
Luchtfoto van Shanksville, 2004

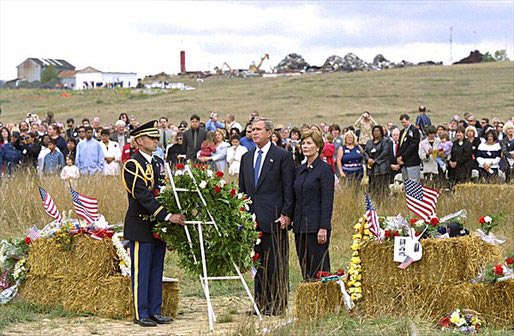
Een ceremonie ter nagedachtenis van de slachtoffers

United Airlines vlucht 93 was een lijnvlucht van Newark International Airport in New Jersey naar de internationale luchthaven van San Francisco uitgevoerd met een Boeing 757-222. Op 11 september 2001 was vlucht 93 een van de vier vliegtuigen die werden gekaapt als onderdeel van de terroristische aanslagen op die dag. Het was het enige vliegtuig dat zijn doel niet zou bereiken. In plaats daarvan stortte het neer in Shanksville in Pennsylvania, ongeveer 240 kilometer van Washington D.C.
Het vliegtuig met registratienummer N591UA was bezig met de ochtendvlucht van Newark Liberty International Airport in New Jersey vlak bij New York naar San Francisco International Airport California (EWR-SFO). In het vliegtuig met 182 zitplaatsen waren maar 37 passagiers aan boord, inclusief de kapers, en een 7-koppige bemanning. De gezagvoerder was Jason Dahl, copiloot was LeRoy W. Homer Jr. Sommige eerdere tellingen spreken van 38 passagiers, dit kwam doordat een passagier twee zitplaatsen had geboekt. De kapers zaten in het eersteklasgedeelte van het vliegtuig.
Passagiers en bemanning waren, onder meer via hun mobiele telefoons, gedeeltelijk op de hoogte gebracht van de gebeurtenissen in New York eerder die ochtend. Toen hun vliegtuig gekaapt werd, deden ze een poging om de kapers te overmeesteren. Aangenomen wordt dat de kapers het vliegtuig hebben laten neerstorten om zo te verhinderen dat de passagiers controle over het vliegtuig zouden krijgen. Men neemt aan dat copiloot LeRoy Homer, stewardessen CeeCee Lyles en Sandra Bradshaw en de passagiers Todd Beamer, Mark Bingham, Tom Burnett, Andrew Garcia, Jeremy Glick en Richard Guadagno zich hevig hebben verzet tegen de kapers.

## Kapers
Bij de andere drie gekaapte vliegtuigen van die dag waren er vijf kapers aan boord. Bij UA 93 waren er maar vier. Ze dreigden met een bom om zodoende het vliegtuig over te nemen. De kapers waren:

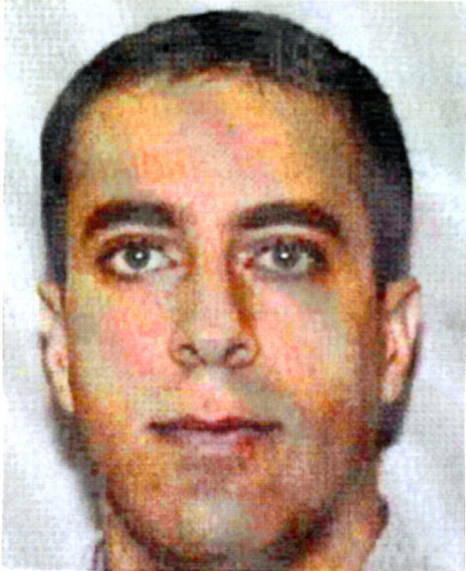
Ziad Jarrah (piloot), Libanon
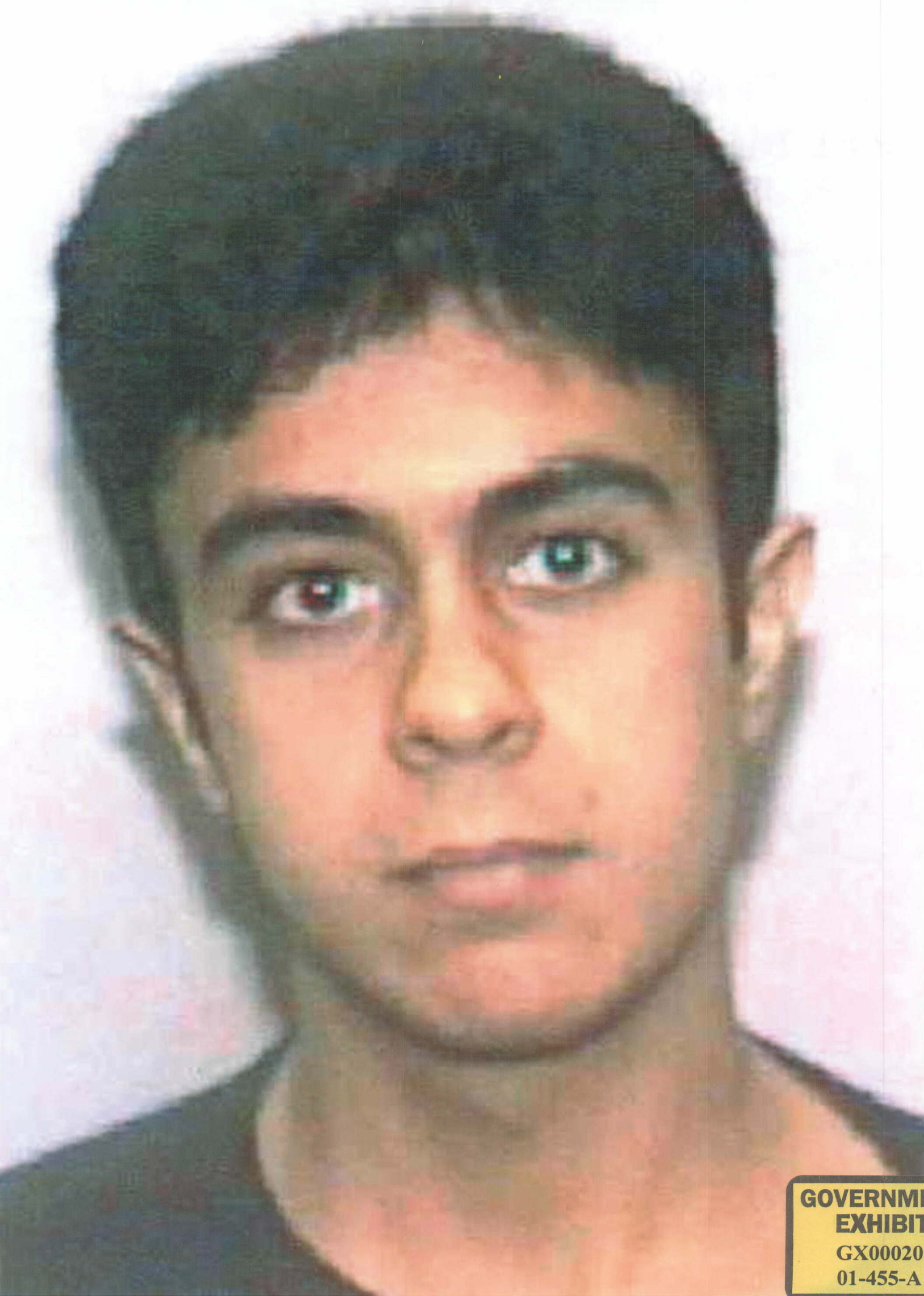
Saeed al-Ghamdi, Saoedi-Arabië
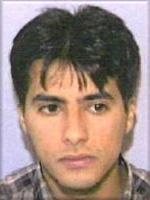
Ahmed al-Nami, Saoedi-Arabië
Ahmed al-Haznawi, Saoedi-Arabië

## Tijdsverloop
Alle genoemde tijden zijn lokale tijden. In België en Nederland was het zes uur later.
Het rapport van de commissie 9/11 geeft een gedetailleerd beeld en tijdsbeeld van vlucht 93. De geplande vertrektijd van het vliegtuig was 08.00 uur 's ochtends, wat normaal gesproken betekent dat het (na taxiën) om ongeveer 08.15 uur opstijgt, maar dat gebeurde op 11 september 2001 pas om 08.47 uur vanwege de drukte in het luchtruim. Als het vliegtuig op tijd was vertrokken, was het waarschijnlijk op dezelfde tijd gekaapt als de andere vluchten. De mensen in het vliegtuig zouden dan niet over de andere kapingen gehoord hebben en geen opstand tegen de kapers georganiseerd hebben.
Om 09.24 uur ontving vlucht 93 een melding van de luchtverkeersleiding: let op voor binnendringen van de cockpit. Om 09.26 uur vroeg de piloot om bevestiging van dit bericht. Dat was tevens het laatste bericht van de bemanning van vlucht 93 dat door de luchtverkeersleiding werd ontvangen.
Om ongeveer 09.28 uur, toen beide torens van het World Trade Center al waren aangevallen, hoorde de luchtverkeersleiding enige commotie en mogelijk ook geschreeuw uit de cockpit van vlucht 93. Veertig seconden later werd er weer geschreeuw uit de cockpit gehoord. Het vliegtuig was toen al 200 meter gedaald van zijn oorspronkelijke hoogte. De verkeersleiding probeerde contact met het vliegtuig te krijgen, er kwam echter geen reactie. Om 09.32 uur stuurde een man met een Arabisch accent de volgende boodschap: “Dames en heren, dit is de gezagvoerder, ga alstublieft zitten en blijf zitten. We hebben een bom aan boord, dus blijf zitten en blijf stil.”
Aangenomen wordt dat Jarrah probeerde dit bericht over de intercom van het vliegtuig te spreken en dat hij niet wist dat hij dit bericht via de radio had verzonden. Het vliegtuig begon toen in oostelijke richting te vliegen en verloor hoogte. Om 09.39 uur hoorde de verkeersleiding Jarrah zeggen: ”Uhh, dit is de gezagvoerder, wilt u allen blijven zitten. Er is een bom aan boord en we gaan terug naar het vliegveld. Blijf stil.” Dit was het laatste bericht dat van vlucht 93 is ontvangen.
Het vliegtuig stortte volgens het rapport van de commissie 9/11 om 10.03 uur neer in een mijnbouwgebied in de omgeving van Somerset County in Pennsylvania, in de buurt van de dorpjes Stonycreek en Shanksville. Andere bronnen geven 10.06 en 10.10 uur als tijd aan. Volgens ooggetuigenverklaringen vloog het vliegtuig ondersteboven toen het zich met de neus in het weiland boorde. Het vliegtuig kwam neer met een snelheid van 906 kilometer per uur en sloeg een krater van 2,4 tot 3 meter diep. Van de 44 mensen aan boord heeft niemand het overleefd.
Aangenomen wordt dat de bestemming Washington D.C. was, met het Witte Huis of het Capitool als doelwit.

## Films en muziek
Er werden verschillende liedjes geschreven over deze ramp, waaronder Let's roll door Neil Young. Voorbeelden van films over deze ramp zijn:
- United 93, geregisseerd door Paul Greengrass
- Flight 93, een televisiefilm. Wordt vaak verward met "United 93", mede doordat die naam tijdens de productie gebruikt werd
- I Missed Flight 93
- The Flight That Fought Back